# Історія архівів у Великій Британії
Архіви Великої Британії — це система централізованих архівних установ, що почали створюватись з часів античності. Проте, вперше серйозно архівною справою зайнялись у часи Середньовіччя. Першим таким архівом був — у крипті  Каплиці Святого Івана у Тауері, де зберігались найцінніші державні документи. До середини XX століття архіви у Великій Британії були децентралізованими. Зараз вони об'єднані у єдину структуру Національні архіви, якій підкоряються архіви Уельсу, північної Ірландії і Шотландії, причому 2 останні структури, зберігають певну автономію.

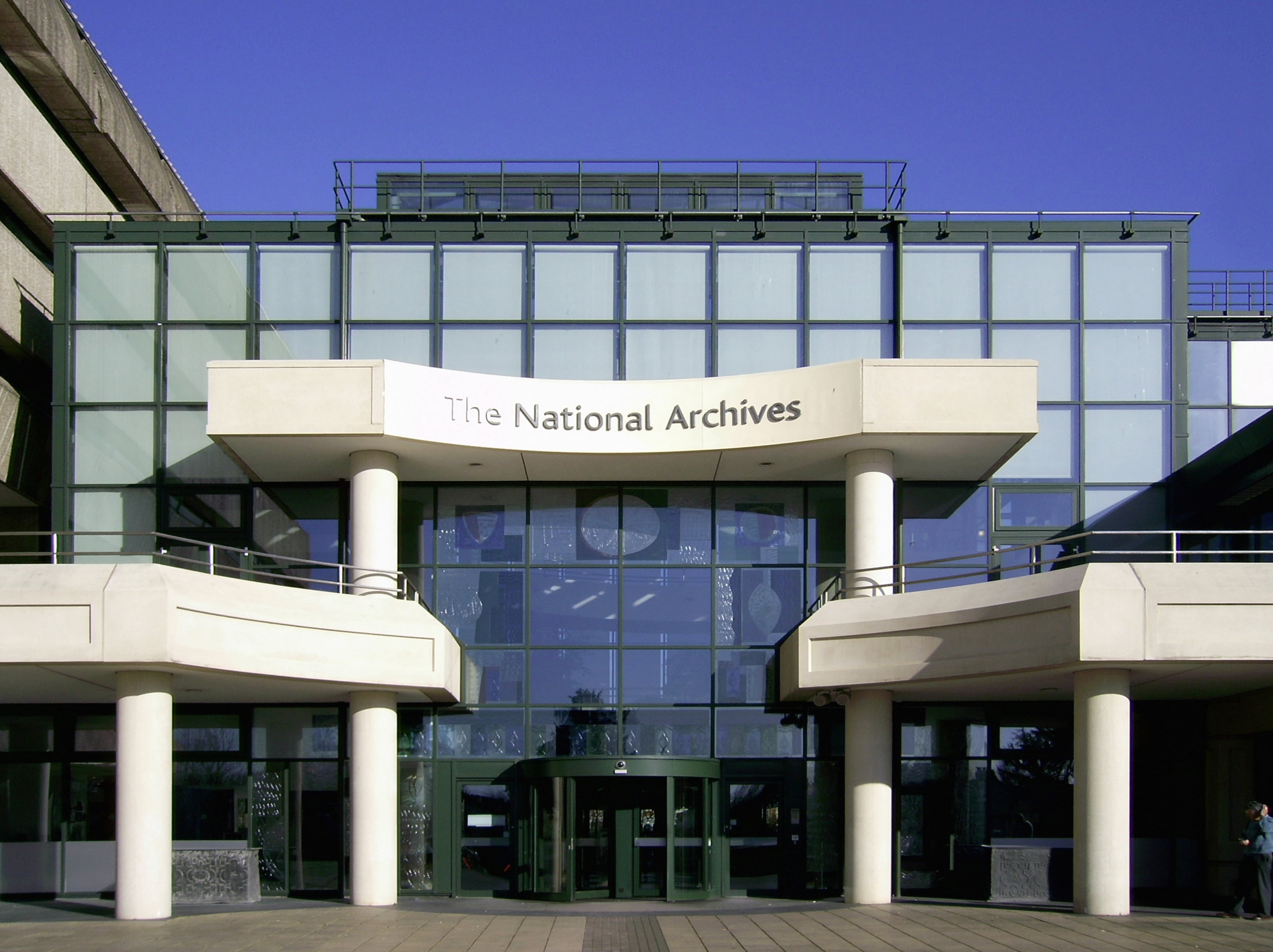
Будівля Національного Архіву

## Античність
З завоюванням Британських островів починається розповсюдження латинської цивілізації. Архіви створюються як і державні, так і для приватних потреб, проте, вони були так сильно розвинуті як, наприклад, у сусідній Галлії.

## Середні віки
З занепадом Римської імперії і початком Великого переселення народів — знижується рівень писемності населення. Після ж початку масового заселення Англії — англами, саксами і ютами, рівень освіченості населення катастрофічно падає, крім того, відбувається повернення до язичництва. Винятком стає Ірландія, де у VI столітті створюється перший монастир. Це у свою чергу веде до появи перших середньовічних архівів на території Британських островів. Спочатку, церковних, а згодом — й світських.

### Церковні архіви
Вперше церковні архіви з'явились у Ірландії, у монастирях. Найдавніші ж церковні архіви на теренах Англії виникають у IX столітті.
До XIV століття не було чіткого розділення між книжками і документами і здебільшого вони зберігались разом. Судячи з усього, у клуатрі монастиря.
Документи вносились до спеціального реєстру, який часто зберігався у помешканні пріора. Логіка розподілу документів найповніше представлена на прикладі документів Даремського монастиря.
- Документи які стосувались привілей монастиря, або рішення судів. З них знімались копії, які зберігались у картуляріях.
- Документи які були створені безпосередньо адміністрацією монастиря — різноманітні звіти щодо обрання нового керівництва, відомості про оренду, інвентарі з різних справ, звіти про суди і судові справи, тощо.
- Документи які стосувались проблем з філіями, міжнародних відносин і державних проблем.[2]

У подальшому, відбулась часткова секуляризація архівної справи під час Реформації. Так Генріх VIII наказує Джону Леланду відібрати найцінніші матеріали з монастирських бібліотек. Згодом, монастирі було розпущено, а їх архіви передано до архівів при соборах.
До найбільших церковних архівів, які дійшли до нашого часу, можна віднести наступні:
- Архіви при Кентерберрійському соборі — у даній колекції зберігаються документи з кінця VIII століття. Документи присвячені як і безпосередньо парафії, так і життю міста.[4]
- Архіви Даремського собору — найбільш цілісно збережений монастирський архів архів, який охоплює період з XI століття і до сьогодні.[5]
- Бібліотека Ламбетського палацу — тут зберігаються документи з XI століття, які стосуються діяльності архієпископа Кентерберрійського. Крім церковних матеріалів, починаючи з 1996 року, колекцію було розширено і іншими матеріалами.[6]
- Бібліотека і архів при Ексетерському соборі — здебільшого стосується історії графств Девон і Корнуолл.[7]
- Архів при Херефордському соборі.[8]
- Архів при Манчестерському соборі — найбільш повні метричні книги у Англії. Проте, більшість документів починається з періоду середини XVI ст.[9]
- Архів при соборі у Веллсі — зберігаються документи з 1060 до 1850-х років, як стосуються манорів Сомерсету, і безпосередньо господарства собору. Особисті документи — відсутні. Фінансові документи збережені тільки з XIV століття. Також є документи про місцеві богадільні, і коледж. Найбільш повна колекція стосується нерухомості, і метричних книг, які велись з 1660 р.[10]
- Йоркський архів — зберігаються документи з 1000 року.[11]

### Світські архіви
Новий виток архівної справи відбувся з завоюванням Англії Вільгельмом Завойовником, і початком утвердження абсолютної монархії. Цьому сприяє проведення перепису населення — матеріали якого розміщені у «Книзі страшного суду». Варто зазначити, що в цей час державного архіву, як такого — не існувало. Найважливіші документи — зберігались у скарбниці.

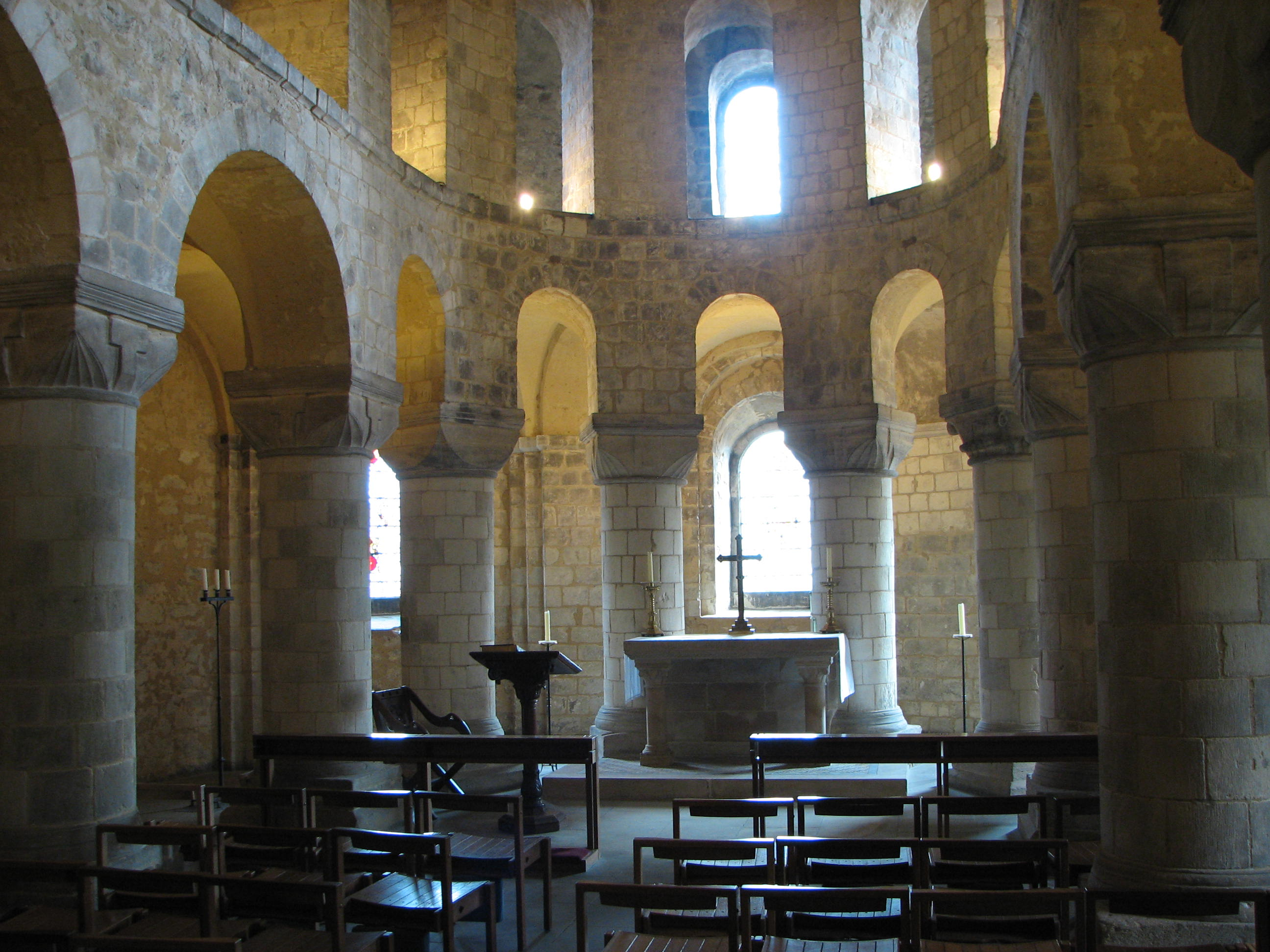
Каплиця Святого Івана, Лондонський Тауер

Через реформи Генріха І і Едуарда І — створення архіву стало нагальним на часі. Перші згадки про головного архіваріуса датуються 1199 роком, як відомо, ним був Джон Кіркбі. (John Kirkby). У 1286 році було створено посаду «головного над сувоями» (master of rolls). Проте, остаточно титул було затверджено тільки у 1495 році. Під місце де зберігались королівські документи — було відведено колишню церковну будову біля королівського палацу. Крім цього центрального архіву, інші місця де зберігались документи — були розташовані й у інших місцях. Крім таких королівських архівів, існували архіви й у містах і при університетах. Зі збільшенням документів — робляться спроби їх сортувати, що призвело до створення перших актових книг. В Англії не сильно був розвинутий інститут чиновництва, що призвело до того, що у кожної людини, яка працює на державу, формується свій, особистий архів. Причому після відсторонення тієї чи іншої особи — документи — не повертались державі, а дуже часто лишались у віданні його власника, чи спадкоємців. Прикладом такого зібрання документів, можуть слугувати «Папери Сесіля», та ін. Проте, наприкінці XVI століття через появу терміна «державна таємниця», держава починає сильніше опікуватись документами, що призводить до створення «Архіву державних паперів» при Таємній раді, який знаходився у Тауері.

## Новий час
Наступний виток зацікавленості архівами, відбувається у XVIII ст. Хаотичне накопичення документів, призводить до того, що парламент, неодноразово, був змушений створювати комісії, по перевірці належного стану архівів . Це призвело до створення у 1838 році — Центрального архіву (управління по справам архівів). (Public Record Office). Головним над цієї структурою було призначено «Головного над сувоями». Проте були відсутні інструкції щодо того, що варто зберігати, а що — знищувати. Поділ був досить умовний:
- державні документи;
- юридичні документи.

З 1840 року — відбувається широке розширення архіву, що призводить до побудови нової будівлі. З 1852 року — у архів починають допускати науковців, після подання петиції, підписаної, в тому числі, лордом Томасом Бабінгтоном Маколеєм, Чарлзом Дікенсом та іншими. З 1869 року, починає працювати Королівська комісія з історичних манускриптів, яка публікує витримки з документів. Крім Королівської комісії з історичних джерел, публікацією джерел — займається Товариство Кємдєна (Camden Society), і Королівське історичне товариство (Royal historical society).

## Тенденції розвитку архівної справи у Новітній час
Зростання архіву, і відсутність чітко прописаних правил збереження призвело до реформи 1958 року. (Public Records Act 1958) Згідно з ним випрацьовувались стандартні умови щодо збереження архівних даних. Документи мали передаватись у архів через 30 років, де вони через 50 років, мали бути відкритими. Крім цього, встановлювалась двоступенева система перевірки документу. Архіви Шотландії і північної Ірландії — залишались окремими структурами. Проте, потім згідно нового акту від 1967 року, термін закритості документу було зменшено до 30 років.
У 2000 році, було прийнято закон «Про свободу інформації» у 2000 році. Згідно якому, до Національного архіву мають передавати документи, яким минуло 20 років. Крім тих документів, які за розпорядженням Лорда-канцлера будуть утримані. Між 2003 і 2006 роками, на базі Управління по архівним справам, Королівській комісії по історичним рукописам, Канцелярії її величності і управлінні публічною інформацією, було створено Національний архів.
У 2011 році, Національному архіву було передано завідування архівними справами, якими до цього завідували музеї, бібліотеки і місцеві архіви. На сьогоднішній день у ньому зберігається близько 11 мільйонів документів.
Основними напрямками роботи Національного архіву, є робота з оцифровки даних, і полегшення доступу до них через Інтернет.
Відповідно було створено сайт з можливістю доступу до державних законів, від 1267 року і дотепер.
Національний архів надає доступ до близько 250 архівів по території Великої Британії, крім цього, показуються дані по архівам за межами межами країни, які стосуються англійської історії, за допомогою сервісу ARCHON.